# ProEnglish
ProEnglish je lobbystická nezisková organizace ve Spojených státech amerických. Jejím cílem je zavést v této zemi angličtinu jako úřední jazyk. Byla založena v roce 1994 americkým senátorem Johnem Tantonem pod názvem Obhájci anglického jazyka (anglicky English Language Advocates). Je součástí širšího politického hnutí Jen anglicky.